# Kolmas Kuikkalampi
Kolmas Kuikkalampi, Neljäs Kuikkalampi, Väärä Kuikkalampi och Ylimmäinen Kuikkalampi, eller Kuikkalammit är sjöar i Finland. De ligger i kommunen Kuusamo i landskapet Norra Österbotten, i den nordöstra delen av landet, 700 km norr om huvudstaden Helsingfors. Kolmas Kuikkalampi ligger 260 meter över havet. Arean är 7,2 hektar och strandlinjen är 1,57 kilometer lång. Sjön  ingår i Kems huvudavrinningsområde. 